# Kolonia Ostoja
Kolonia Ostoja [pronunciación en polaco: /kɔˈlɔɲa ɔsˈtɔja/] es un pueblo ubicado en el distrito administrativo de Gmina Zelów, dentro del Distrito de Bełchatów, Voivodato de Łódź, en Polonia central. Se encuentra aproximadamente a 7 kilómetros al este de Zelów, a 10 kilómetros al noroeste de Bełchatów, y a 40 kilómetros al sur de la capital regional Łódź.